# Endere
Endere é um sítio arqueológico em Xinjiang, China, no sul do deserto de Taklamakan, uma parte da rota sul da antiga Rota da Seda. Ele foi provisoriamente identificado com um lugar chamado Saca, mencionado em documentos escritos na escrita Kharoṣṭhī que foram encontrados na região.

## Escavações arqueológicas
Em 1901, o forte de Endere foi escavado por Sir Mark Aurel Stein. Acredita-se que Endere tenha sido um posto militar importante e um centro de culto budista localizado a meio caminho entre Charchan e Niya.